# Delfina Cassinda
Delfina Cassinda, född 6 januari 1980, är en angolansk friidrottare. Hon deltog vid olympiska sommarspelen 2000.